# Cicinnurus
Cicinnurus là một chi chim trong họ Paradisaeidae.